# 墨田区立吾嬬第一中学校
墨田区立吾嬬第一中学校（すみだくりつ あずまだいいちちゅうがっこう）は、東京都墨田区にあった公立中学校である。
「豊かな心と『友愛』の精神に満ちた、国際社会からも信頼を得られる生徒を育成する」を教育目標に掲げていた。

## 沿革
2014年度の記述以外は、すべて学校旧公式サイト内「沿革」ページからの参考。
- 1947年 - 設立。5月10日、墨田区立第四吾嬬小学校内で開校式と入学式を挙行。
- 1948年 - 独立校舎7教室の落成に伴い、生徒の一部が移る。
- 1952年 - 全校生徒が独立校舎へ移る。
- 1954年 - 心障学級（特別支援学級）を設置。
- 1960年 - 屋内運動場（体育館）と鉄筋4階建校舎が落成。
- 1962年 - 心障学級が第四吾嬬小学校へ一時移転。
- 1967年 - 心障学級が本校に再設置される。
- 1970年 - 鉄筋改築校舎が落成。
- 1971年 - プールが落成。
- 1972年 - 心障学級校舎が落成。校庭の舗装が完了。
- 1975年 - 「友愛の庭園」が落成。
- 1983年 - 新体育館と心障学級校舎が完成。
- 1984年 - 校舎と校庭の改修工事が完了。
- 1989年 - ガイダンスルームが完成。
- 1991年 - 給食調理業務を民間業者へ委託。ランチルームが完成。
- 1993年 - コンピュータ室が完成。
- 1994年 - 東京都学校給食の優良校に認定・受賞。
- 1996年 - 校庭の改修工事が完了。
- 1997年 - 学校警備システムが機械警備へ移行。校舎1階部分の耐震補強工事が完了。
- 2001年 - 心障学級が休校となる。2002年度までの墨田区「特色ある学校づくり」研究推進校となる。
- 2002年 - 校内LAN工事が完了。墨田区学校選択制を導入。校舎ボランティア塗装を開始。
- 2003年 - 2004年度までの墨田区「特色ある学校づくり」研究協力校となる。「友愛まつり」と呼ばれるバザーを開始。
- 2004年 - 情緒障害通級指導学級を設置。墨田区2学期制を導入。
- 2014年 - 墨田区立立花中学校との統合により、墨田区立吾嬬立花中学校となる。

## 部活動
- 運動部
  - バドミントン部（男女）
  - 卓球部（男女）
  - サッカー部（男子）
  - バスケットボール部（女子）
  - ソフトボール部（女子）
  - 陸上部（男女）
- 文化部
  - 吹奏楽部
  - 美術部
  - 科学部
  - 茶道部

## 最寄り駅
- 東武亀戸線 小村井駅